# Mardijker

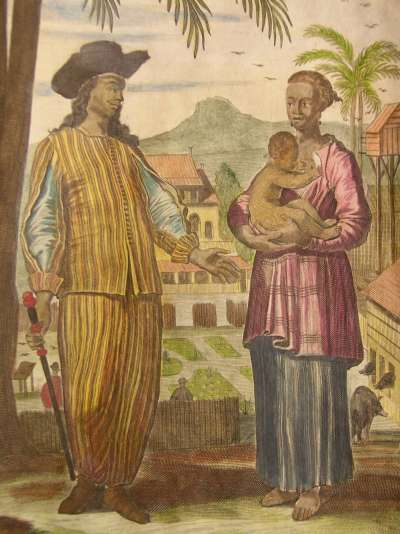
Mardijkers (1704)

Mardijkers waren freigelassene Sklaven in Niederländisch-Indien. „Mardijker“ war eine Sammelbezeichnung für alle freigelassenen, überwiegend christlichen Sklaven und ihre Nachkommen.
Die Portugiesen verwendeten in ihren Kolonien schon im 16. Jahrhundert die Bezeichnung mardicas, abgeleitet von dem Sanskrit-Wort maharddhika, „sehr reich, glücklich und mächtig“. Im alten Java bezeichnete das einen freien Mann, der nicht mehr in Sklaverei oder Leibeigenschaft lebte. In der Bahasa Indonesia lebt das Wort fort als merdeka, was frei bedeutet. Sowohl die Portugiesen, wie später die Niederländer, übernahmen die Bezeichnung, verballhornten sie und gebrauchten sie vor allem, um christliche Ex-Sklaven zu bezeichnen.

## Entstehung

### Freigelassene
Ursprünglich bezeichnete man als Mardijker einheimische Kriegsgefangene der Spanier und Portugiesen. Diese christlichen Soldaten erhielten die Freiheit zurück, nachdem sie einige Jahre im Dienst der VOC (Niederländische Ostindien-Kompanie) gestanden hatten. Sie wurden Bürger unter der Bedingung, dass sie jederzeit zum Kriegsdienst einberufen werden konnten. Das System war durch die Portugiesen eingeführt worden und wurde durch die Spanier übernommen. Christianisierte Sklaven wurden aus Vorderindien und selbst aus Afrika nach Ostindien gebracht und bildeten dort eine eigene Bevölkerungsgruppe, eng verbunden mit den europäischen Machthabern. Von den freigelassenen Sklaven wurde Militärdienst verlangt, aber sie waren frei, sich niederzulassen, wo sie wollten. So verfügten die Portugiesen in den eroberten Landstrichen über vertrauenswürdige inländische Soldaten. Die Freigelassenen hatten immerhin mehr gemein mit den europäischen Eroberern (nämlich die Religion) als mit den "heidnischen" Asiaten.
Die Holländer nutzten das System der bekehrten, inländischen Milizen in wesentlich geringerem Maße als die Portugiesen. Von den Niederländern mitgebrachte Sklaven bandanesischer oder molukkischer Herkunft, aber auch nicht-inländische Moslems wurden oft nach wenigen Jahren freigelassen. Man gab ihnen den Namen Mardijkers. Sie ließen sich schlussendlich in speziellen Wohnvierteln für „inländische Christen“ nieder. In Batavia entstand das noch heute bestehende „Kampung Banda“. Die batavischen Mardijkers unterschieden sich in Religion und Aussehen von anderen Asiaten. Sie trugen europäische Kleidung wie einen Hut und Schuhe und waren für jeden erkennbar Christen.

### Herkunft und Status
Viele Mardijkers waren Abkömmlinge von Menschen unterschiedlicher Herkunft. Ob ein Kind zu den Mestizen oder den Mardijkern gerechnet wurde, hatte nichts mit reich oder arm zu tun, sondern wurde bestimmt vom gesetzlichen Status seiner Geburt. Mestizen und Mardijker waren Namen, die die der Verwalter der VOC verwendeten. Obwohl diese Ausdrucksweise auch von der Stadtbevölkerung selbst benutzt wurde und diese Bezeichnung auch die Realität wiedergab, verbarg sich hinter diesen zwei Begriffen eine große Vielfalt. Mestizen und Mardijker bildeten ein großes Spektrum von Menschen verschiedener Herkunft.
Kinder von gemischt asiatisch-europäischer Herkunft, die anerkannt waren, wurden nach der offiziellen Terminologie als „mixties“ oder „mesties“ bezeichnet, ein Begriff, der vom portugiesischen Wort mestiço abgeleitet war. Nicht alle Kinder gemischt asiatisch-europäischer Abstammung wurden zu den Mestizen gerechnet. Wenn ein europäischer Vater die Kinder, die er mit einer Sklavin gezeugt hatte, nicht anerkannte, blieben sie unter der Obhut der Mutter. Wenn sie christlich erzogen waren und die Freiheit erhielten, wurden sie den Mardijkern zugerechnet.
Der Hintergrund der Vielfalt von Mestizen und Mardijkern war die sehr unterschiedliche Herkunft der Sklaven. Manche hatten eine indische Mutter, die Tamil sprach und Hindu war, andere eine makassarische, balinesische oder ambonesische Mutter, die mit der Sprache und der Religion ihrer Heimat aufgewachsen war.

### Kulturelle Vermischung
Schon zu Zeiten ihrer Sklaverei veränderten sich die Gebräuche der Sklaven. Weit von ihrer Heimat entfernt, lebten sie zwischen anderen Sklaven unterschiedlichster Herkunft und standen oft unter dem Druck ihrer Herren, deren Religion anzunehmen.
Es entstand eine kulturelle Vermischung mit portugiesischen Elementen. So war eine Form des Portugiesischen die meistgebrauchte Sprache, mit der die verschiedenen Gruppen – Sklaven und freie Menschen – miteinander kommunizierten. Die erste Generation Sklaven und Sklavinnen entstammte größtenteils Vorderindien, wo die Portugiesen im 16. Jahrhundert einen starken kulturellen Einfluss ausgeübt hatten. Der Einfluss des kreolischen Portugiesischen nahm noch zu durch die Ankunft asiatischer Einwohner aus Gebieten, die die VOC von den Portugiesen erobert hatten. So wurde 1641 ein Teil der Bevölkerung von Malakka und von Ceylonesischen Orten wie Galle (1640) und Colombo (1656) nach Batavia verbracht.

### Namen
Der portugiesische Einfluss ist deutlich an den Familiennamen wie De Fretes, Ferrera, De Mello, Gomes, Gonsalvo, De Horta, Cordero, De Dias, De Costa, Soares, Rodrigo, De Pinto, Perreira und De Silva erkennbar. Dies waren Namen, die in Batavia häufig vorkamen. Dass jemand einen portugiesischen Namen trug, hieß dabei nicht, dass er auch portugiesische Vorfahren hatte. Sklaven und Freie, die durch die Portugiesen christianisiert und getauft worden waren, hatten häufig den Namen eines Taufzeugen angenommen.
Diese Praktik übernahmen manche Niederländer, sodass sich auch niederländische Namen verbreiteten. Nicht selten trat ein Sklavenhalter selbst als Taufzeuge seiner christianisierten Sklaven auf. Es konnte auch vorkommen, dass ein Sklave nach dem General-Gouverneur Jacques Specx benannt war. In der Regel nahm ein Sklave bei der Taufe einen portugiesischen oder niederländischen Vornamen an, verbunden mit einem Nachnamen, der seine geographische Herkunft erkennen ließ, z. B. Willem van Bengalen, Magdalena van Bali, oder Antonica da Costa (von der Küste Coromandels, in Indien). Ihre Kinder erhielten neben dem Vornamen auch stets den Namen ihres Vaters. Pieter, ein Sohn Willem van Bengalens, hieß also Pieter Willemsz. So entstanden im 17. Jahrhundert Familiennamen wie Michielsz, Bastiaansz, Simonsz, Pietersz, Manuelsz, Jansz, Fransz, Davidtsz oder Abrahamsz. Es waren typische Mardijker-Familiennamen.

## Wohngebiete
Außer in Batavia lebten auch viele Mardijkers in Tugu und auf den Molukken.

### Tugu
Nach dem Fall von Malakka und dem Sieg der Holländer (1641) wurden die Portugiesen – vornehmlich die Mestiços (Portugiesisch-Asiatische Christen), einheimische Christen und Mardijkers – nach Batavia in das neue Handelszentrum der VOC verbracht. 1661 stellte die VOC ein Stück Land zur Bestellung als Dank für geleistete Dienste bereit. Dieses Land, Tugu, lag ungefähr 12 Kilometer nordöstlich von Batavia. Die ersten Tugunesen waren 23 Mardijker-Familien, die dort Landwirtschaft betrieben. Sie waren bengalesischen oder coromandelsischen Ursprungs. Hauptsächlich waren es männliche Sklaven, die mit balinesischen Frauen verheiratet waren. Sie waren freigelassen worden, weil sie ihrem katholischen Glauben abgeschworen hatten und calvinistisch geworden waren. Sie wohnten in einer einfachen Niederlassung, die anfänglich nicht einmal einen Friedhof hatte, so dass die Bewohner ihre Toten in Batavia begraben mussten.
Tugu entwickelte sich zu einem Bollwerk der portugiesischen Mestizenkultur, wo eine Mischung aus Portugiesisch und Indisch, in zunehmendem Maße mit malaiischen Ausdrücken, gesprochen wurde. Die portugiesische Sprache hielt sich lange in dem isolierten Dorf, bis sie gegen Ende des 19. Jahrhunderts vom Malaiischen verdrängt wurde. Ungefähr 1930 sammelte der Tuguer Lehrer Jacob Quiko die portugiesischen Worte, die die ältere Generation noch gebrauchte. Die Liste lässt erkennen, dass ein anderes Portugiesisch gesprochen wurde als in den portugiesischen Kolonien Flores und Timor. Das Tugu-Portugiesisch lebte allein noch für die Musik, wie das Orkes Keroncong von Samuel Quiko. Während das Mardijker-Portugiesisch noch lange in Tugu bestand, war in Batavia davon bereits Mitte des 19. Jahrhunderts nur wenig zu finden. Außer im Dorf Tugu, wo manche Namen noch fortleben, sind die typischen Mardijker-Familiennamen überall verschwunden. Auf dem Friedhof kommen portugiesische wie niederländische Namen gleichermaßen vor.

### Molukken
Überall, wo die Portugiesen koloniale Stützpunkte hatten, traf man Mardicas und Mestiços an. Auf den Molukken gab es bereits seit dem frühen 16. Jahrhundert portugiesische Garnisonen und Kolonisten, die in großem Umfang Sklaven hielten. Die portugiesische Kultur auf Ambon ist bald nach der Eroberung durch die VOC im Jahr 1605 verschwunden und war allein noch an den Familiennamen erkennbar. Auf den Molukken haben die portugiesischen Namen allerdings einen anderen Ursprung als in Batavia, wo die portugiesische Kultur durch portugiesisch-indische Sklaven eingeführt wurde. Auf den Molukken stammten die meisten Sklaven vom indonesischen Archipel. Es handelte sich überwiegend um sogenannte Makassaren, eine Gruppe von Sklaven aus Celebes und Umgebung.
Bei einer Volkszählung im Jahre 1672 unterteilte die Verwaltung der VOC die Bevölkerung in zwei Gruppen: die größere Gruppe, die „Grünen Geusen“ – so genannt nach den grünen Fahnen ihrer Schützengruppen – und daneben eine kleine Gruppe Makassaren, die vermutlich Moslems waren. Die Grünen Geusen waren Mardijker, die als Sklaven von Bali, Ternate, den südlichen Molukken und Batavia nach Ambon verschleppt worden waren. Batavische Sklaven kamen von viel weiter her aus Vorder-Indischen Gebieten.
Die sehr gemischte Gruppe von Mardijkern auf der Insel Ambon bestritt ihren Lebensunterhalt fast ausschließlich durch die Kultivierung der Gärten nahe der Festung Victoria und durch Reisanbau. Sie betrieben einen eigenen Gemüsemarkt, noch heute „Pasar Mardicas“ (Mardijker-Markt) genannt.
Nach den Bevölkerungsstatistiken war die Zahl der Mestizen auf Ambon nicht sehr groß. 1672 sollen in der Stadt Ambon nur 132 Mestizen gewohnt haben: 20 Männer, 32 Frauen und 80 Kinder. Die Gruppe der Mardijker war mit 557 Personen um ein Vielfaches größer. Auffallend ist der große Überschuss an Frauen: 222 Frauen und 151 Männer. Möglicherweise befanden sich unter den 184 Kindern dieser Mardijker-Frauen viele uneheliche Kinder von VOC-Bediensteten. Wie in Batavia war die wirkliche Anzahl von Kindern gemischter Abkunft viel größer, als die offiziellen Zahlen angaben.

### Batavia
General-Gouverneur Rijckloff van Goens (1678–1681) meldete, dass 1679 ungefähr 3000 Mardijker und weitere rund 16000 Sklaven in der Kolonie lebten. 1679 wohnten in der Innenstadt und den Vorstädten Batavias 2227 Niederländer, 760 Mestizen und 5348 Mardijker. 1699 lebten in der Stadt Batavia 1783 Europäer, 670 Mestizen, 2407 Mardijker, 3679 Chinesen und 867 andere. Die Zahl der Sklaven machte vermutlich circa 50 % der Stadtbevölkerung aus. 1739 lebten in Batavia 1276 Europäer, 421 Mestiezen, 1038 Mardijker, 4199 Chinesen, 299 andere und ungefähr 12.000 Sklaven.

### Verarmung und Reichtum
Im Laufe des 17. Jahrhunderts blühte die Sklavenkolonie Batavia immer weiter auf. Die Anzahl der Sklaven stieg von rund 1000 um 1630 auf 25.000 am Ende des Jahrhunderts. Mehr als die Hälfte der Bevölkerung in der Innenstadt bestand aus Sklaven. Das führte zu großen sozialen Problemen, weil viele Sklaven erst freigelassen wurden, wenn sie alt und krank waren und den Haltern nur noch wenig Nutzen brachten. Auch gaben die Halter oft die Freiheit aus Dankbarkeit für langjährige treue Dienste aus humanitären Erwägungen zurück. So war es vor allem die Vergreisung des Sklavenbestandes, der am Ende des Jahrhunderts die Zahl der Freigelassenen stark zunehmen ließ. Eine große Zahl von Ex-Sklaven überflutete die Mardijker-Wohnviertel. Vor allem alte Sklavinnen bildeten eine bedürftige Gruppe. Sie konnten nur schwer an Nahrung gelangen und lebten in großer Armut. Die reformierte Diakonie versorgte diese „vrije swartinnen“, sorgte für hunderte Obdachlose und unterhielt ein Armenhaus.
Nicht alle Mardijker gehörten zu den Armen. Um 1700 gab es schon einzelne wohlhabende Familien, die das Sklavenleben zwei oder drei Generationen hinter sich gelassen hatten. Mit Handels- und Spekulationsgeschäften verstanden es einige, einen erheblichen Wohlstand zu erreichen und konnten so Ländereien im Umland von Batavia erwerben. Die Mardijker standen deshalb loyal zur VOC, welche viele Regimenter aus ihren Kreisen bildete und in zahlreichen Kriegen am Ende des 17. Jahrhunderts einsetzte. Verschiedene Mardijker Seehändler brachten regelmäßig mit ihren Schiffen die VOC-Post nach Ternate und Ambon.
Am zahlreichsten waren die Mardijker in Batavia in der zweiten Hälfte des 17. Jahrhunderts. Ihr Bevölkerungswachstum hielt Schritt mit dem der niederländischen Gemeinschaft. In den letzten Jahren der VOC gegen Ende des 18. Jahrhunderts waren „Mardijker“ und „Christen“ nahezu zu einem Synonym geworden. Die Mardijker unterschieden sich von den Indonesiern durch ihre dunklere Hautfarbe, ihre Sprache, das kreolische Portugiesisch und ihre Namen (portugiesische und später niederländische Taufnamen). Selbst ihre Kleider hatten einen portugiesischen Schnitt. Als die Zahl der Niederländer im 18. Jahrhundert abnahm und weniger christliche Sklaven eintrafen, schrumpfte auch die Gemeinschaft der Mardijker. Der Unterschied zwischen Mestizen und Mardijkern („Swarten“) wurde durch viele Hochzeiten untereinander immer kleiner. Im letzten Viertel des 18. Jahrhunderts sprach man schließlich von „Indischen Christen“ oder auch „Portugiesen“, was für diese Gruppe – größtenteils asiatischer Abkunft – eine verwirrende Bezeichnung war.